# LCM(6) Monitor
LCM(6) Monitor war die Bezeichnung einer US-amerikanischen Flussmonitorklasse, die auf dem Landungsboot LCM(6) basierte und während des Vietnamkrieges als Teil der Mobile Riverine Force auf den Flüssen Südvietnams eingesetzt wurde.
Es handelte sich dabei um die letzten Monitore, die in einem Krieg eingesetzt wurden. Gemessen an Feuerkraft und Panzerung stellten die Monitore die stärksten Binnenschiffe in Vietnam dar und wurden daher von den Soldaten umgangssprachlich „battleships of the Mekong“ genannt.
Eine Variante des Monitors war das CCB (Command & Communications Boat bzw. Command & Control Boat oder auch Company command boat; umgs. „Charlie Boat“), das zwar größtenteils baugleich war, jedoch für Führungs- und Kommunikationsaufgaben eingesetzt wurde und daher als eigener Schiffstyp galt.

## Entwicklung und Produktion
Anfang 1966 forderte MACV, das US-Oberkommando in Vietnam, vom Bureau of Ships eine Flussflottille für den Einsatz im Mekong-Delta an. Es wurden dort Gefechte auf kurze Distanz erwartet, weshalb die Schiffe und Boote ausreichend gepanzert sein sollten. Aus Zeitgründen – die Flottille sollte bereits im nächsten Jahr einsatzbereit sein – kam in erster Linie die Konversion bestehender Einheiten in Frage; wegen der vielfältigen Umbaumöglichkeiten wurde für eine geplante Monitorklasse, wie auch für andere Einheiten des Bauprogramms, das Landungsboot Landing Craft Mechanized (6) ausgewählt. Als Vorbild für die Monitore dienten die Schiffe des Sezessionskrieges – das letzte Mal, dass die Navy in größere Flussgefechte verwickelt worden war – sowie die Dinassaut-Division der Franzosen im ersten Indochinakrieg.
Der Auftrag für die Monitore wurde an die Food Machinery Corporation im kalifornischen San José vergeben, deren Ingenieure unter großem Zeitdruck arbeiteten und ihre Aufgabe nach 90 Tagen abschlossen. Der eigentliche serienmäßige Umbau wurde dann in einer Werft in Long Beach durchgeführt.
Insgesamt wurde dieses erste Bauprogramm, genannt Program 4, in nur zehn Monaten abgeschlossen. Das anschließend beginnende Program 5 lief noch schneller und war nach 14 Wochen fertig. Es führte zu Monitoren zweiter Generation, die sich in ihrer Bewaffnung erheblich von denen erster Generation unterschieden. Insgesamt wurden 24 Monitore und 12 CCBs gebaut.
Ebenfalls im Rahmen von Program 4 & 5 entstanden auch das leichtere „Alpha Boat“ (ASPB) und der „Tango“-Truppentransporter (ATC), wobei beide in weitaus größerer Zahl produziert wurden.

## Technik und Bewaffnung
Der im Rahmen von Program 4 entstandene Monitor erster Generation (Monitor Mark IV) besaß als Hauptwaffe am Bug einen Mark-52-Geschützturm mit 40-mm-L/60-Bofors-Geschütz, das durch ein M2-.50-cal-Maschinengewehr ergänzt wurde. Direkt dahinter auf dem Deck war ein 81-mm-Mörser montiert. Unterstützt wurden diese Waffen durch einen Mark-51-Turm mit 20-mm-Geschütz und zwei kleinere Mark-50-Türme mit .50-cal-MGs auf dem Hauptaufbau, ergänzend kamen einige leichte Maschinengewehre und Granatwerfer hinzu. Durch den exzessiven Einsatz von Stahlplatten war der Monitor für ein Binnenschiff dieser Größe extrem schwer gepanzert. An elektronischer Ausrüstung besaß jedes Schiff zwei AN/VRC-46-Funkgeräte, ein batteriebetriebenes AN/PRC-25-Funkgerät und ein Raytheon-Pathfinder-Radarsystem.
Nachdem die erste Generation (insg. 10 Monitore) nach Vietnam verschifft worden war, flossen die dort gemachten Kampferfahrungen in die Entwicklung der zweiten Generation ein. Die Monitore hatten sich im Einsatz bewährt, es zeigte sich aber, dass die Bewaffnung nicht ausreichend war, um ins Erdreich eingegrabene Feindstellungen am Flussufer, das Hauptziel des Schiffstyps, effektiv zu zerstören, des Weiteren war die Hauptwaffe aufgrund ihrer großen Reichweite anfällig für friendly fire. Aus diesem Grund wurden nun beim Monitor der zweiten Generation (Monitor Mark V) das 40-mm-Bug-Geschütz und der Mörser durch eine 105-mm-M49-Haubitze ersetzt, zusätzlich wurden die drei Mark-50/51-Türme im Hauptaufbau durch zwei hintereinander erhöht platzierte Mark-48-Türme mit 20-mm-Geschützen ausgetauscht. Die in der ersten Generation nur sporadisch verwendete Käfigpanzerung wurde nun auf große Teile des Schiffs ausgeweitet und umschloss alle Deckaufbauten. Von diesem Monitor (H) genannten Modell wurden 8 Stück hergestellt.
Eine weitere Variante der zweiten Generation war das Modell Monitor (F), das anstelle der Haubitze zwei Napalm-Flammenwerfer mit einer effektiven Reichweite von 150 Metern besaß. Diese, von den Soldaten umgangssprachlich „Zippos“ genannten Monitore wurden in erster Linie zum Niederbrennen flussnaher Vegetation genutzt; es wurden 6 Stück produziert.

## CCB
Beim CCB handelte es sich um eine Monitor-Variante, bei der ein Teil der Bewaffnung durch Funkausrüstung ersetzt wurde. Die „Charlie Boat“ genannten CCBs wurden für Führungs- und Kommunikationsaufgaben verwendet und galten formal nicht als Monitore, sondern als eigener Schiffstyp.
Die CCBs erster Generation waren mit den Program-4-Monitoren nahezu identisch, lediglich wurde der Mörser durch ein Kommunikationszentrum (Tactical Operations Center) mit zahlreicher Funkausrüstung ersetzt. Die CCBs zweiter Generation basierten auf den Program-5-Monitoren, unterschieden sich aber erheblich von diesen, so besaßen sie als Bug-Hauptwaffe nur einen 20-mm-Mark-48-Turm. Um die zusätzliche elektronische Ausrüstung zu betreiben, wurden in beiden Versionen einer bzw. zwei zusätzliche dieselbetriebene Generatoren von Lister eingebaut. Es wurden 4 CCBs erster und 8 zweiter Generation hergestellt.

## Einsatz in Vietnam und Verbleib
In Vietnam wurden die Boote der Mobile Riverine Force (CTF-117) zugeteilt, innerhalb der sie wiederum in einzelne Kampfgruppen eingeteilt wurden. Eine übliche Kampfgruppe bestand aus 13 ATC, 8 ASPB, 2–3 Monitoren, einem CCB und einem Tankboot.
Im Rahmen von Nixons Vietnamisierung wurden dann die Boote nach und nach an die südvietnamesischen Streitkräfte übergeben. Vermutlich wurden alle im weiteren Kriegsverlauf zerstört oder nach Kriegsende verschrottet. Das einzige bekannte verbleibende Exemplar ist das ehemalige Trainingsboot C-18 in Coronado (Kalifornien).